# Pitcairnia funkiae
Pitcairnia funkiae är en gräsväxtart som beskrevs av Michael A. Spencer och Lyman Bradford Smith. Pitcairnia funkiae ingår i släktet Pitcairnia och familjen Bromeliaceae.
Artens utbredningsområde är Costa Rica. Inga underarter finns listade i Catalogue of Life.